# Капская нарка
Капская нарка (лат. Narke capensis) — вид скатов рода нарки семейства Narkidae отряда электрических скатов. Это хрящевые рыбы, ведущие донный образ жизни, с крупными, уплощёнными грудными и брюшными плавниками, образующими почти круглый диск, коротким, толстым хвостом, оканчивающимся мускулистым хвостовым плавником и одним спинным плавником. Они способны генерировать электрический ток. Обитают у побережья Южной Африки и Намибии на глубине до 183 м. Максимальная зарегистрированная длина 38 см. Окраска от желтоватого до песочно-коричневого цвета. Рацион состоит из полихет. Эти скаты размножаются яйцеживорождением.

## Таксономия
Впервые вид был научно описан в 1789 году немецким натуралистом Иоганном Фридрихом Гмелином как Raja capensis. В некоторых изданиях ошибочно было указано название  Raja rapensis. Голотип назначен не был. В 1826 году немецкий натуралист Иоганн Якоб Кауп выделил новый род нарок, который отличается от прочих электрических скатов наличием только одного спинного плавника и выгнутой спиной, и отнёс к нему капскую нарку. Видовой эпитет связан с местом обитания этих рыб (англ. Cape of Good Hope — Мыс Доброй Надежды).

## Ареал
Капские нарки обитают в Восточно- и Западно-Капской провинциях Южной Африки. Их ареал простирается от центра Намибии до Уолфиш-Бей.. Исторические данные о присутствии этого вида в водах Мадагаскара могут быть ошибочны. Эти скаты встречаются в бухтах на песчаном и илистом дне, как правило, не глубже 50—100 м, хотя они могут опуститься до глубины 183 м.

## Описание
Грудные плавники, ширина которых превосходит длину, образуют почти круглый диск. По обе стороны головы сквозь кожу проглядывают электрические парные органы в форме почек. Небольшие глаза выдаются над поверхностью тела. Сразу позади глаз расположены крупные брызгальца с тремя небольшими пальцевидными выступами по краям.  Ноздри расположены довольно близко друг к другу.  Они окружены длинными кожными складками, которые достигают рта. Маленький почти прямой и выступающий рот окружён заметными бороздками. Крошечные зубы заострены. Ни нижней стороне диска расположены пять пар жаберных щелей.
Края крупных и широких брюшных плавников выгнуты, основание плавников лежит под грудными плавниками. У взрослых самцов имеются толстые и короткие птеригоподии. Над брюшными плавниками расположен единственный спинной плавник. По бокам короткого и толстого хвоста имеются складки кожи, хвост оканчивается крупным треугольным хвостовым плавником, верхняя и нижняя лопасти которого почти симметричны. Кожа лишена чешуи. 
Окраска дорсальной поверхности колеблется от жёлто-коричневого до тускло-коричневого цвета, на хвосте имеются желтоватые области. Вентральная поверхность белая или желтоватая, края плавников коричневого цвета. Максимальная зарегистрированная длина 38 см, а ширина 26.

## Биология
Капские нарки являются донными морскими рыбами. Несмотря на небольшой размер они способны нанести сильный электрический удар, обороняясь от хищников, например, от плоскоголовых семижаберных акул. Эти скаты перемещаются по дну, отталкиваясь мускулистым хвостом, а не грудными плавниками.  Их рацион состоит в основном из полихет. Вероятно, они размножаются яйцеживорождением, подобно прочим электрическим скатам. Самцы и самки достигают половой зрелости при длине 11—17 см и 16 см, соответственно. 

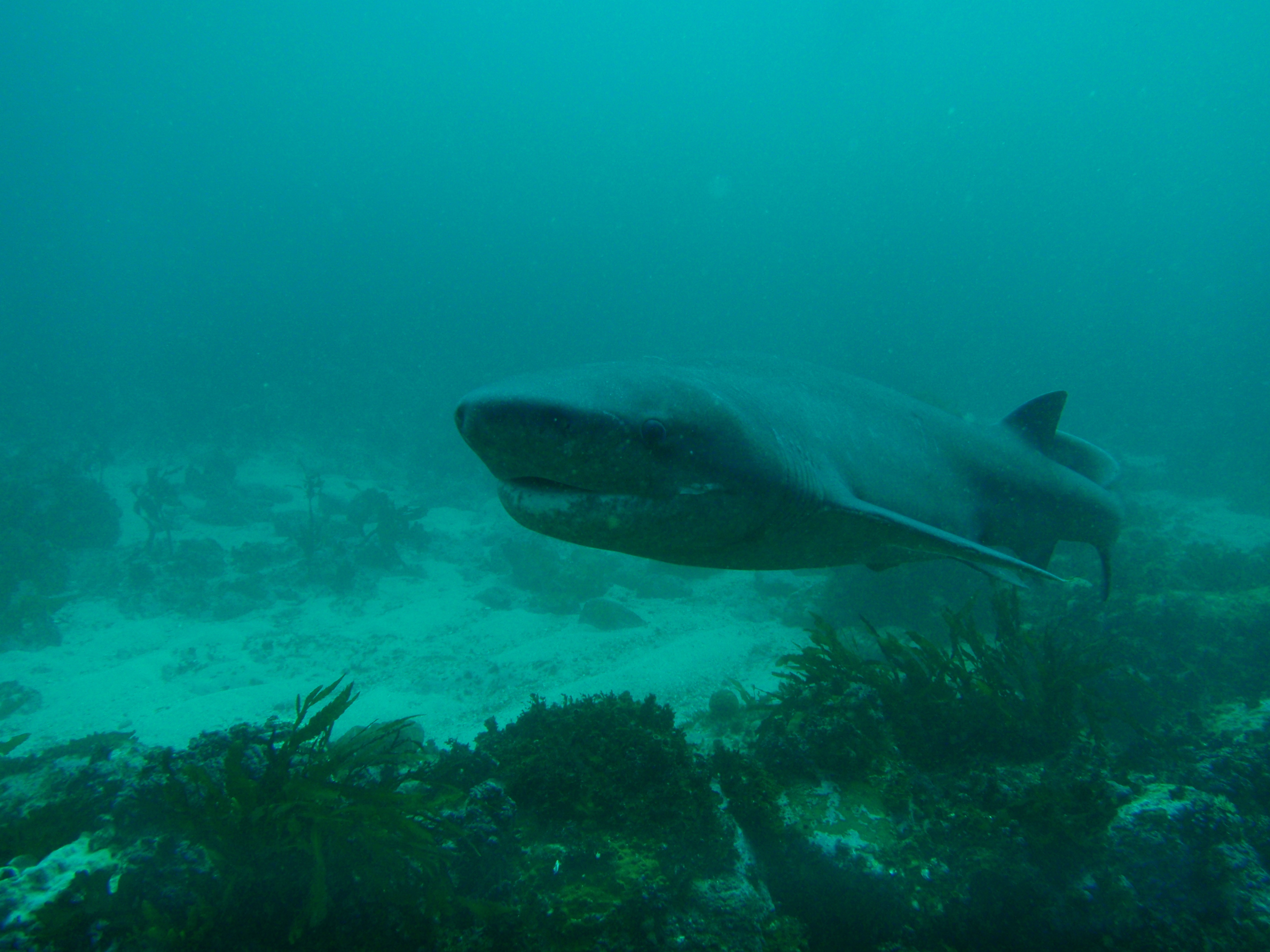
На капских нарок охотятся плоскоголовые семижаберные акулы.

## Взаимодействие с человеком
Капские нарки способны нанести болезненный, но неопасный для жизни человека удар электричеством. Эти скаты не представляют интереса для коммерческого рыболовства. Они часто попадаются в качестве прилова при коммерческом промысле с помощью донных тралов. Они обитают в прибрежной зоне и поэтому страдают от загрязнения окружающей среды, связанного с антропогенным фактором. Международный союз охраны природы присвоил этому виду статус «Вызывающие наименьшие опасения» (LC).